# جزيرة رايشناو

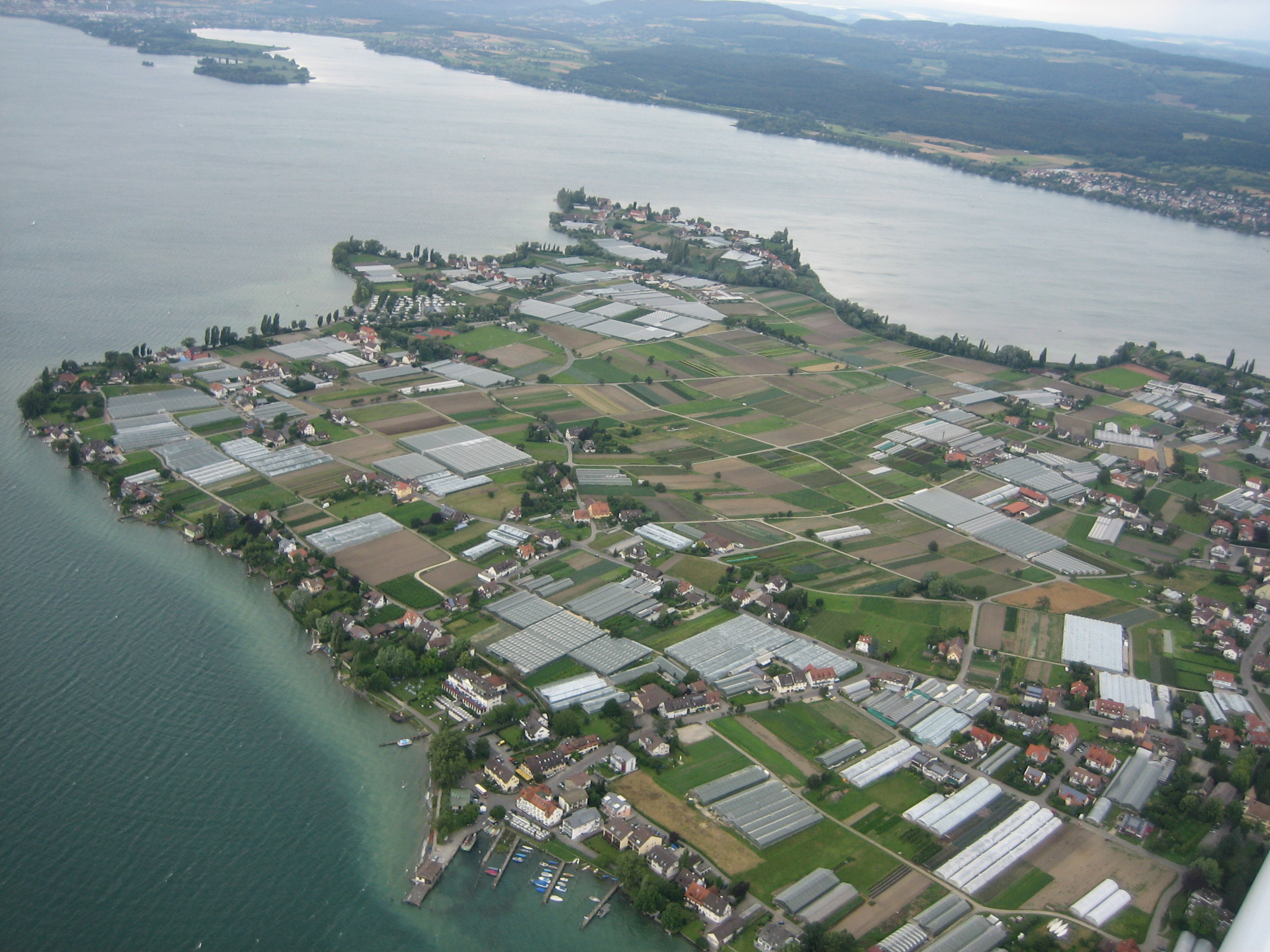
جزيرة رايشناو

جزيرة رايشناو، (الإنجليزية:Reichenau Island) هي جزيرة في بحيرة كونستانس في جنوب ألمانيا. انها تقع تقريبا غرب مدينة كونستانس ، بين غيندينسي، جزأين من بحيرة كونستانس. يبلغ إجمالي مساحة اليابسة 4.3 كيلومتر مربع ومحيط 11 كيلومترًا، ويبلغ طول الجزيرة 4.5 كيلومترات وعرضها 1.5 كيلومترًا في أقصى مدى. أعلى نقطة، هوشوارت، تقع على ارتفاع 43 مترا فوق سطح البحيرة و 438.7 متر فوق مستوى سطح البحر.
يتم توصيل رايشناو إلى البر الرئيسى عن طريق جسر، الذي أنجز في 1838، جميع التي تتقاطع بين أنقاض قلعة Schopflen والطرف الشرقي رايخيناو أيسلندا ممر مائي على نطاق 10 متر و 95 متر طويلة، وخندق بروك. يسمح جسر الطرق المنخفض بمرور القوارب العادية ولكن ليس بالقوارب الشراعية.

## موقع تراث عالمي

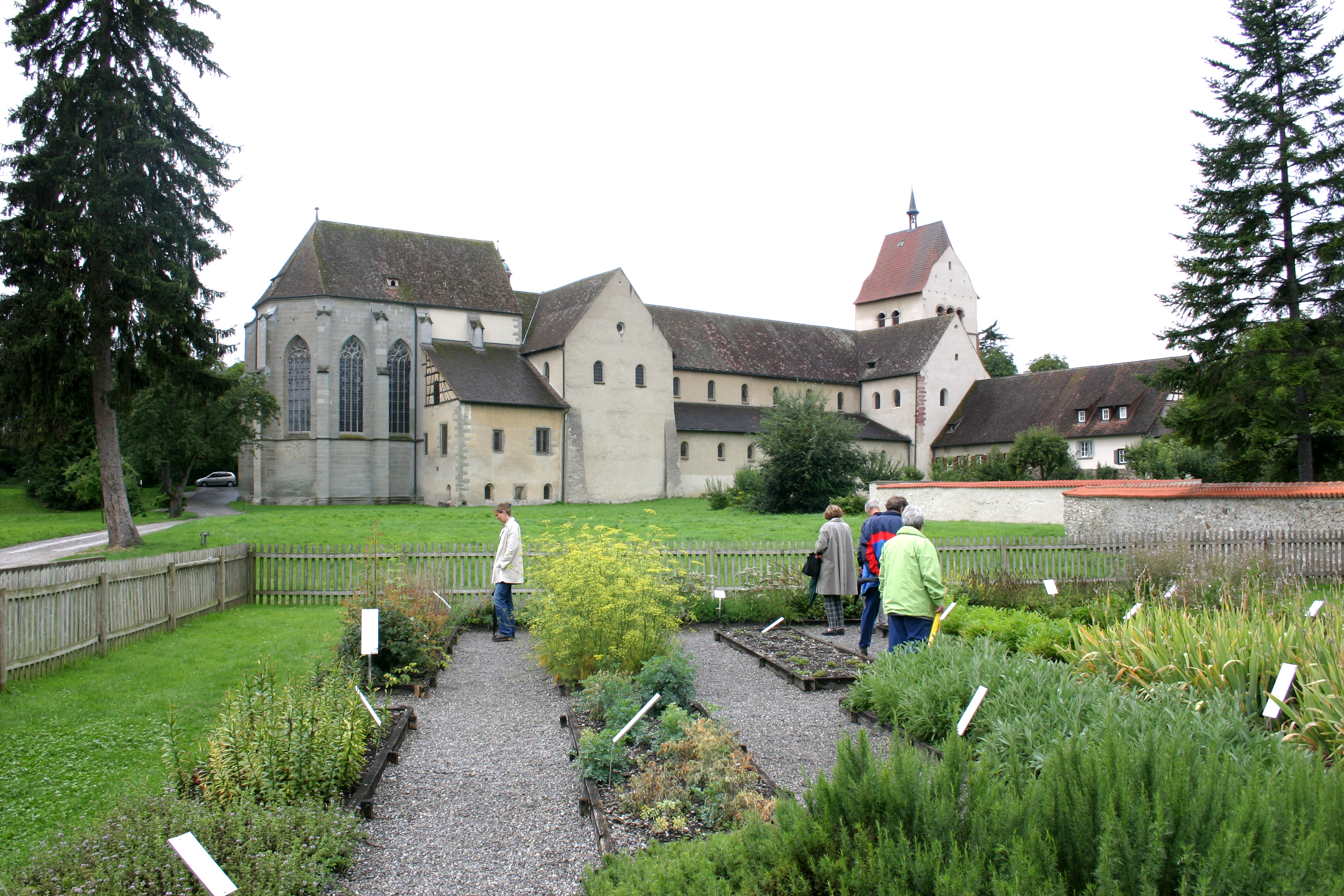
ميتلزيل في منطقة كونستانز

أُعلنت الجزيرة كموقع للتراث العالمي في عام 2000 بسبب ديرها، دير ريشناو. دير مينستر مخصص للعذراء وماركس. بنيت كنيستان إضافيتان على الجزيرة المكرسة للقديس جورج والقديسين بطرس وبولس. وتشمل الأعمال الفنية الشهيرة رايخيناو (في كنيسة سانت جورج) الجداريات عصر الاوتونيين من معجزات المسيح، قيد الحياة فريدة من القرن 10th. مأمور الدير في ما يقع في بناية حجرية من طابقين إلى ما أضيفت طابقين المزيد من تأطير الخشب في القرن ال14، واحدة من أقدم المباني الخشبية الإطار في جنوب ألمانيا.

## معرض صور

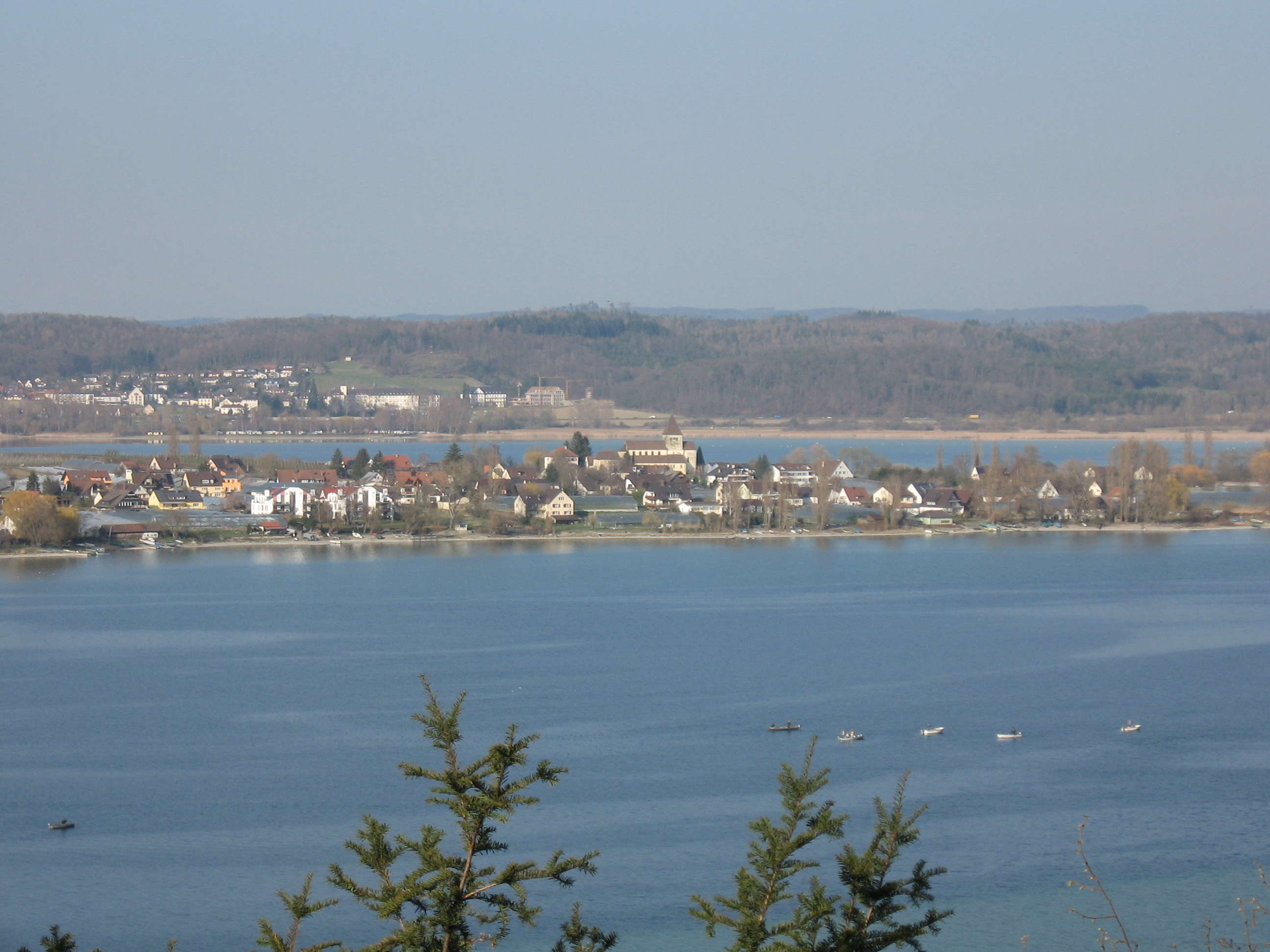
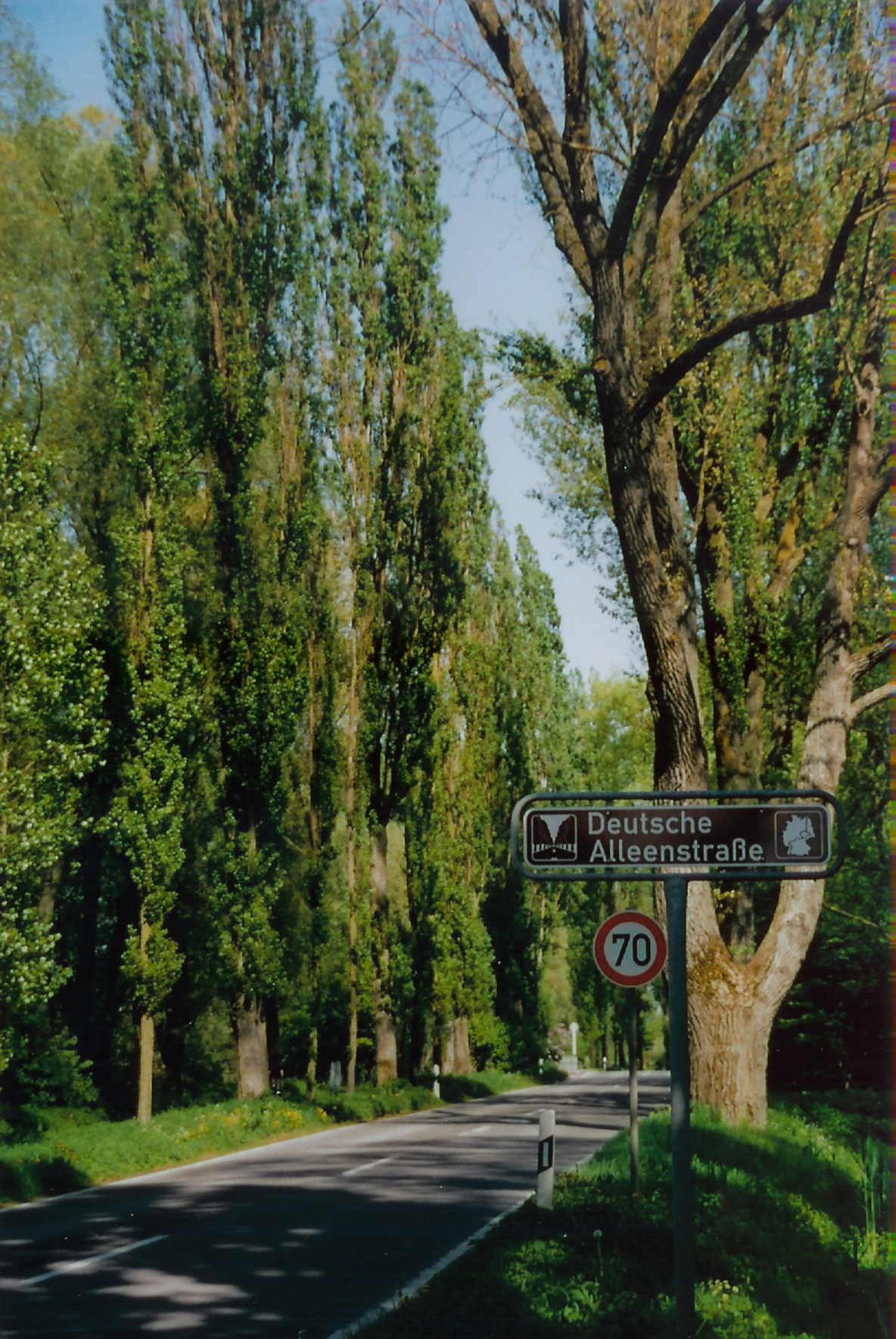
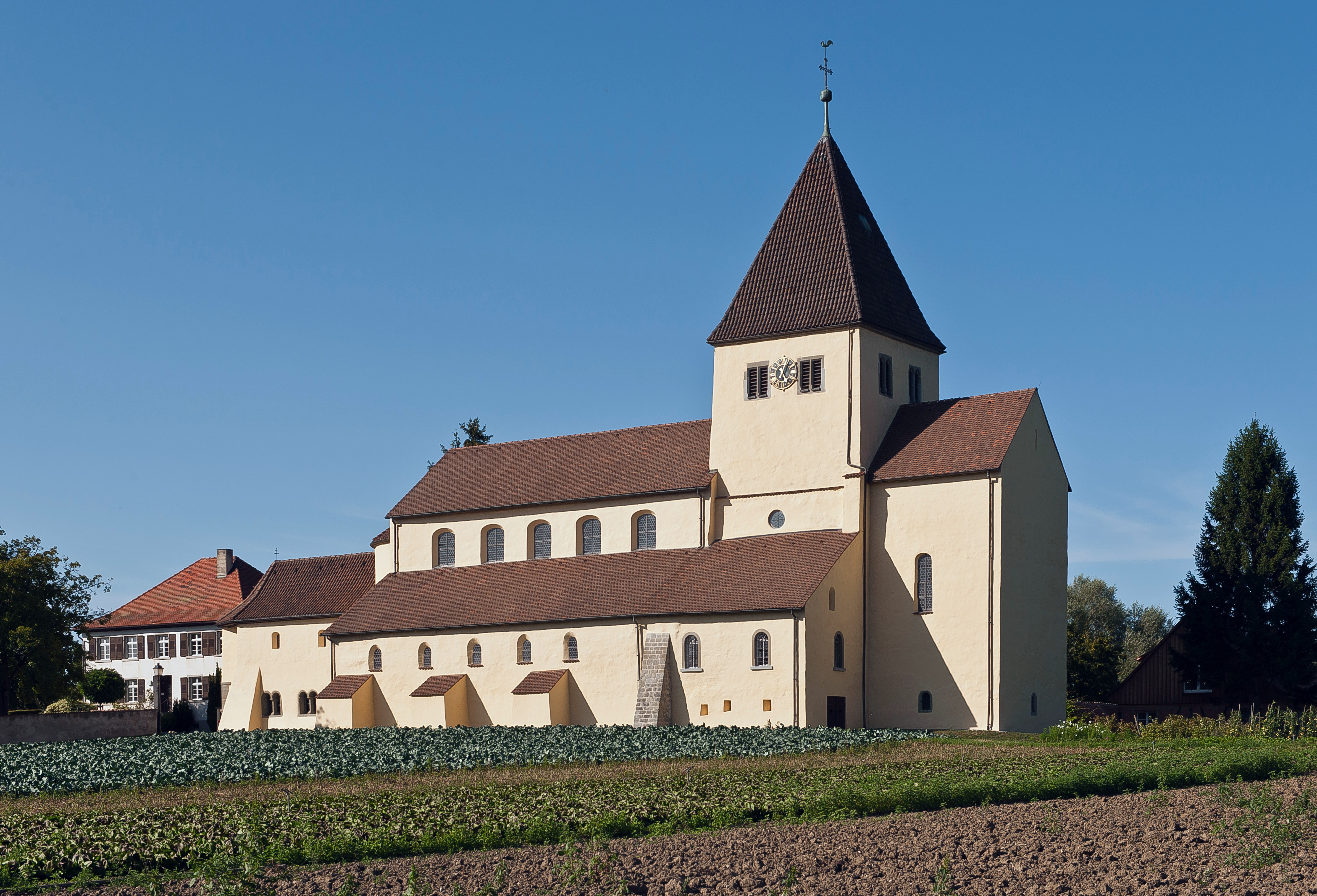
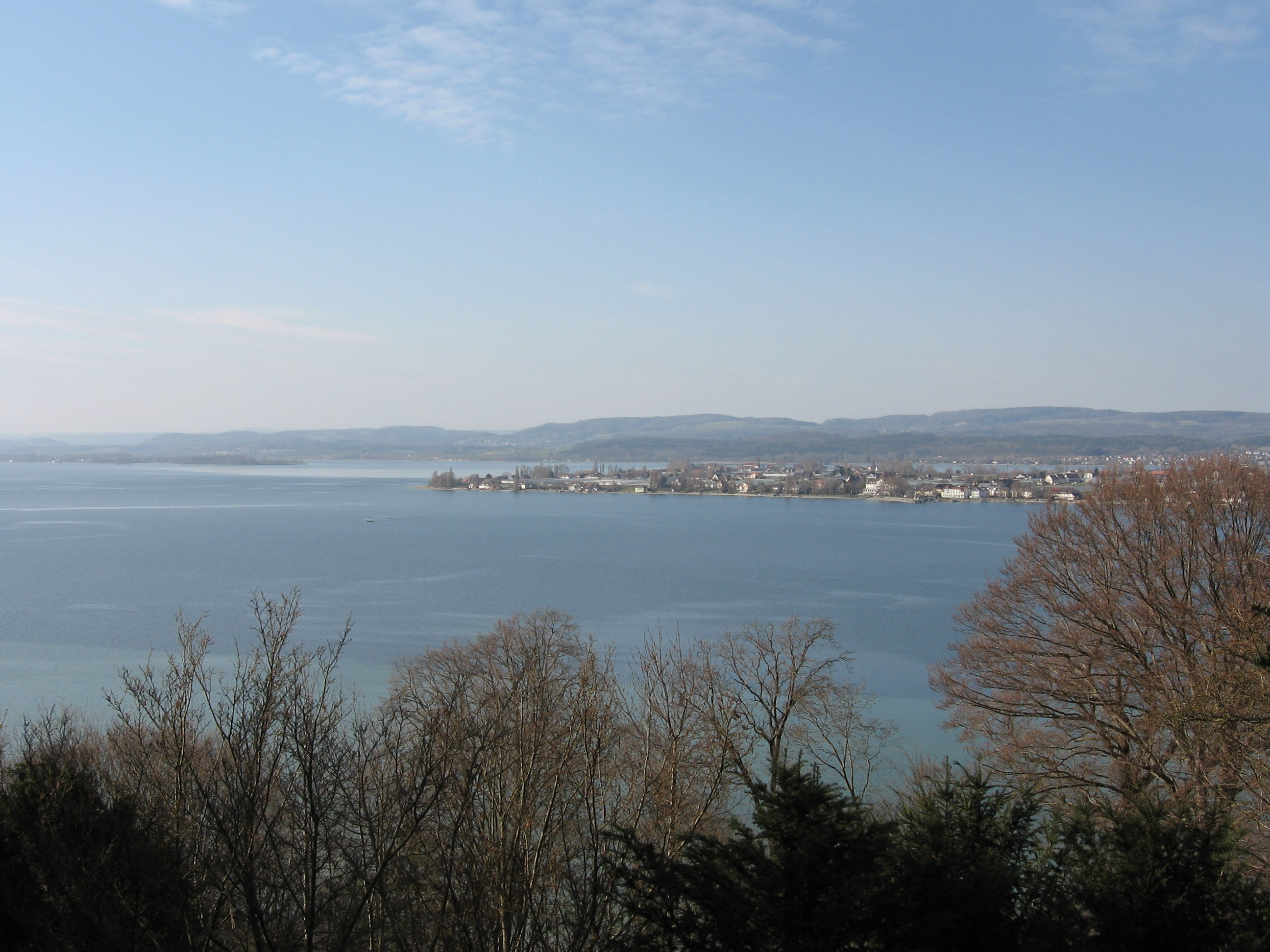
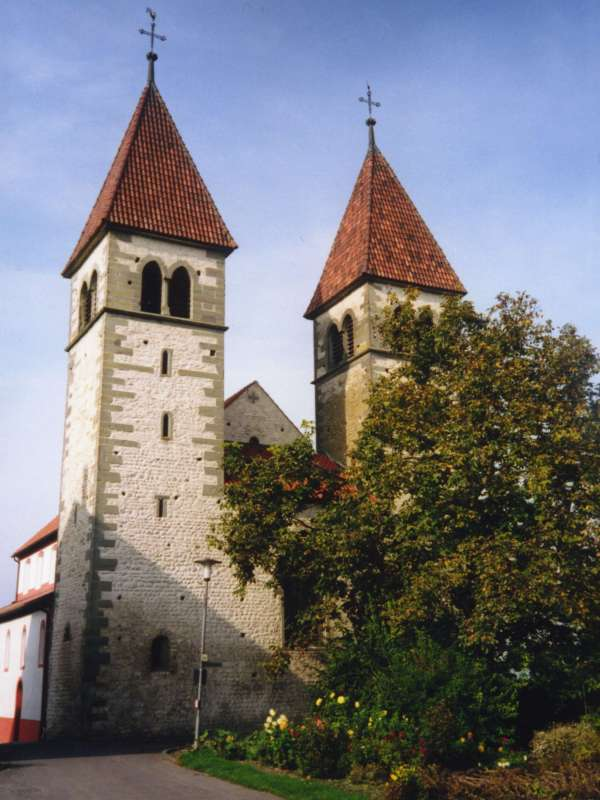

## أعلام
- إنغو مورر